# Will Saul
Will Saul, znany także jako Close oraz Greenfingers (ur. 28 grudnia 1978 w Glastonbury) – brytyjski DJ i producent muzyczny.

## Życiorys
Założyciel wytwórni płytowych Aus Music oraz Simple Music. W 2005 wydał swój debiutancki albu studyjny Space Between, promowany przez single „Animal Magic”, „Mbira”, „African Cheri” oraz „Tic Toc” nagrany z gościnnym udziałem Ursuli Rucker.
Od 2007 do 2009 współtworzył duet muzyczny Will Saul & Tam Cooper, który wydał łącznie sześć singli.
Występując pod pseudonimem Close, producent muzyczny wydał w 2013 album Getting Closer z muzyką z pogranicza deep house oraz downtempo. Wydawnictwo promowane było między innymi przez singel „Wallflower”, w którym gościnnie zaśpiewał Fink.

## Dyskografia
Opracowano na podstawie materiału źródłowego.
- 2005: Space Between (jako Will Saul)
- 2013: Getting Closer (jako Close)